# 5FA busz (Tata)
A tatai 5FA jelzésű autóbusz a Fellner Jakab utca és az Autóbusz-állomás között közlekedik a Tóvároskert, vasúti megállóhely érintésével a nyári tanszünetben. A viszonylatot a MÁV Személyszállítási Zrt. üzemelteti.

## Története
A viszonylatot a MÁV Személyszállítási Zrt. hozta létre a 2025 június 21-én életbe lépő nyári menetrend részeként.

## Útvonala
| Fellner Jakab utca → Kertváros → Autóbusz-állomás |
| --- |
| Fellner Jakab utca – Fellner Jakab utca – Kocsi utca – Kossuth tér – Komáromi utca – Május 1. út – Ady Endre utca – Vértesszőlősi út – – Erkel Ferenc utca – Deák Ferenc utca – Gábor Áron utca – Székely Bertalan utca – Baji út – Ady Endre utca – Május 1. út – Váralja utca – Autóbusz-állomás(Érk) |

## Megállóhelyei
Mivel a viszonylat csak a nyári tanszünetben közlekedik, így a nyári tanszüneti menetrend szerinti átszállási kapcsolatok vannak feltüntetve.
| 0  | Fellner Jakab utca Induló állomás | 1, 1M, 1R, 1T, 2G, 5, 5AF, 5T, 7, 8, 9, 9M |
| 1  | Környei út                        | 1, 1M, 1R, 1T, 2G, 5, 5AF, 5T, 7, 8, 9, 9M 8402, 8472, 8574, 8587, 8594, 8736, 8740 1850 |
| 2  | Kossuth tér                       | 1, 1M, 1R, 1T, 2G, 5, 5AF, 5T, 7, 8, 9, 9M 8402, 8472, 8574, 8587, 8594, 8736, 8740 1850 |
| 4  | Május 1. út                       | 1, 1M, 1R, 1T, 2G, 5, 5AF, 5T, 7, 8, 9, 9M 8465, 8466, 8479, 8726, 8727 |
| 6  | Autóbusz-állomás (Május 1. út)    | Helyben: 1, 1M, 1R, 1T, 2G, 5, 5AF, 5T, 7, 7A, 8, 9, 9M Autóbusz-állomáson: 3, 5A, 5AF 804, 814, 8400, 8402, 8406, 8462, 8463, 8465, 8466, 8467, 8472, 8479, 8574, 8587, 8594, 8700, 8706, 8716, 8726, 8727, 8736, 8740 1824, 1841, 1850 |
| 8  | Városközpont                      | 1, 1M, 1R, 1T, 2G, 5, 5A, 5AF, 5T, 7, 7A, 8, 9, 9M 804, 814, 8400, 8406, 8462, 8463, 8465, 8466, 8467, 8472, 8700, 8706, 8716 1824, 1841                                                                                                 |
| 10 | Kristály Szálló                   | 5, 5A, 5AF, 5T 804, 814, 8400, 8462, 8463, 8465, 8466, 8467, 8472, 8479, 8716 1824, 1841, 1850 |
| 11 | Deák Ferenc utca                  | 5, 5A, 5AF, 5T 804, 8400, 8462, 8463, 8465, 8466, 8467, 8472, 8479 1841 |
| 12 | Öveges József utca                | 5, 5A, 5AF, 5T 804, 8400, 8462, 8463, 8465, 8466, 8467, 8472 1841 |
| 13 | Erkel Ferenc utca                 | 5, 5A, 5AF, 5T |
| 15 | Deák Ferenc utca 40.              | 5, 5A, 5AF, 5T |
| 16 | Deák Ferenc utca 22.              | 5, 5A, 5AF, 5T |
| 17 | Tóvároskert, vasúti megállóhely   | 5, 5A, 5AF, 5T 8706 S10 G10 |
| 18 | Edzőtábor                         | 5, 5A, 5AF, 5T 8706 |
| 19 | Tóvároskert, baji elágazás        | 5, 5A, 5AF, 5T 8706 |
| 20 | Kristály Szálló                   | 5, 5A, 5AF, 5T 804, 814, 8400, 8462, 8463, 8465, 8466, 8467, 8472, 8479, 8716 1824, 1841, 1850 |
| 22 | Városközpont                      | 1, 1M, 1R, 1T, 2G, 5, 5A, 5AF, 5T, 7, 7A, 8, 9, 9M 804, 814, 8400, 8406, 8462, 8463, 8465, 8466, 8467, 8472, 8700, 8706, 8716 1824, 1841                                                                                                 |
| 24 | Autóbusz-állomás (Érk) Végállomás | Helyben: 3, 5A, 5AF 804, 814, 8400, 8402, 8406, 8462, 8463, 8465, 8466, 8467, 8472, 8479, 8574, 8587, 8594, 8700, 8706, 8716, 8726, 8727, 8736, 8740 1824, 1841, 1850 Május 1. úton: 1, 1M, 1R, 1T, 2G, 5, 5AF, 5T, 7, 7A, 8, 9, 9A      |

## Külső hivatkozások
- Vonalhálózati térképek. MÁV-csoport. (Hozzáférés: 2025. június 8.)